# Asotin
Asotin is een plaats (city) in de Amerikaanse staat Washington, en valt bestuurlijk gezien onder Asotin County.

## Demografie
Bij de volkstelling in 2000 werd het aantal inwoners vastgesteld op 1095.
In 2006 is het aantal inwoners door het United States Census Bureau geschat op 1125, een stijging van 30 (2,7%).

## Geografie
Volgens het United States Census Bureau beslaat de plaats een oppervlakte van
3,1 km², waarvan 2,7 km² land en 0,4 km² water. Asotin ligt op ongeveer 296 m boven zeeniveau.

## Plaatsen in de nabije omgeving
De onderstaande figuur toont nabijgelegen plaatsen in een straal van 20 km rond Asotin.